# Cymothoe
Pour les articles homonymes, voir Cymothoe (homonymie).
Genre
Cymothoe  est un genre de lépidoptères (papillons) de la famille des Nymphalidae, de la sous-famille des Limenitidinae et de la tribu des Limenitidini.

## Description
Les espèces de ce genre présentent un dimorphisme sexuel très marqué.

## Répartition
Ce genre se rencontre en Afrique centrale.

## Systématique
Le genre Cymothoe a été décrit par l'entomologiste allemand Jakob Hübner en 1819.
L'espèce type est Cymothoe althea (Cramer, 1776).

### Synonymie
- Pallene Doubleday, 1848[3]
- Eupithes Westwood, 1850[4]
- Paradiadema Distant, 1880[5]

### Taxinomie

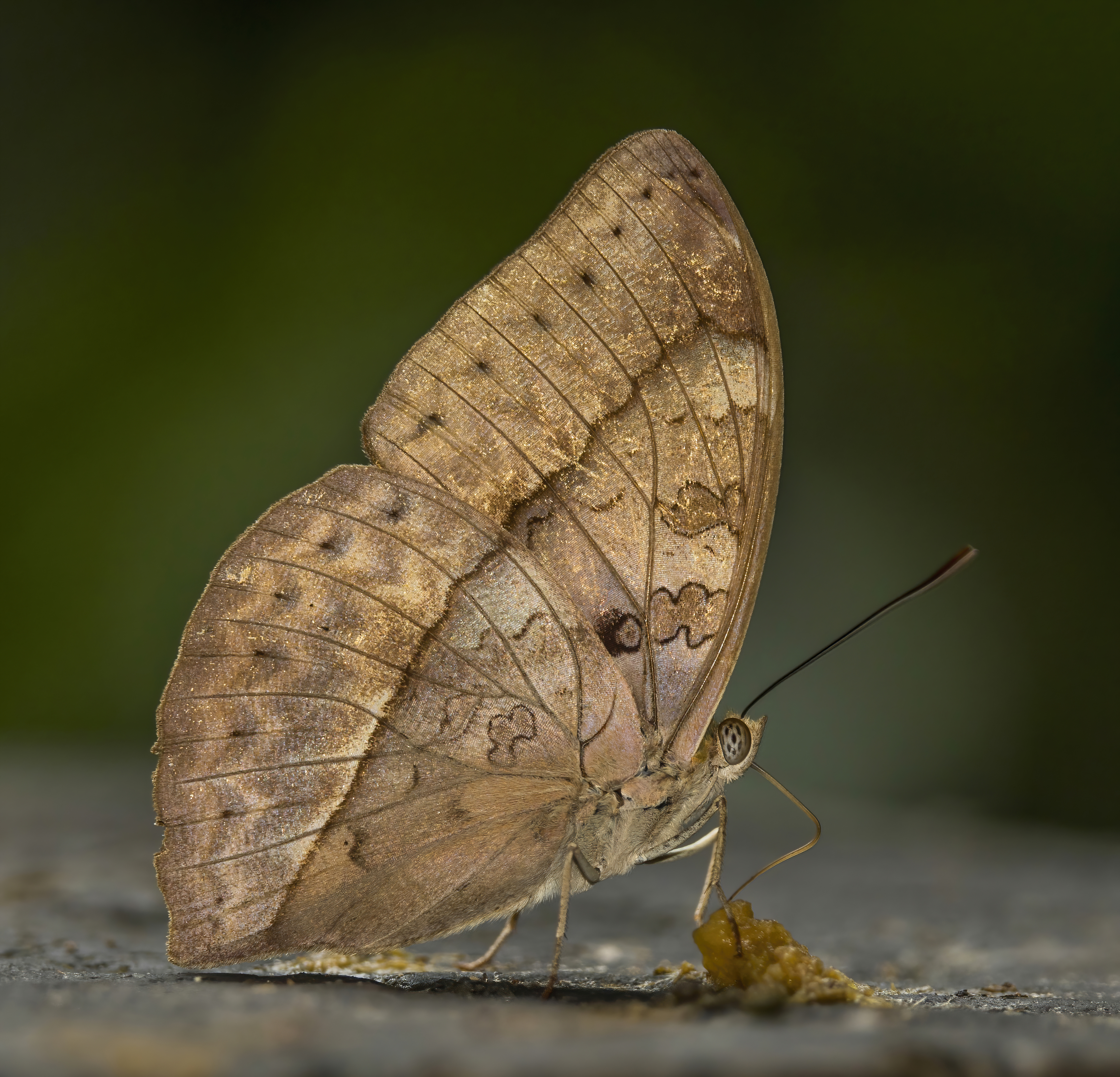
Femelle Cymothoe egesta egesta, dans le parc national de Kakum au Ghana. Novembre 2021.

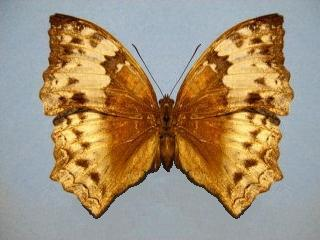
Cymothoe orphnina

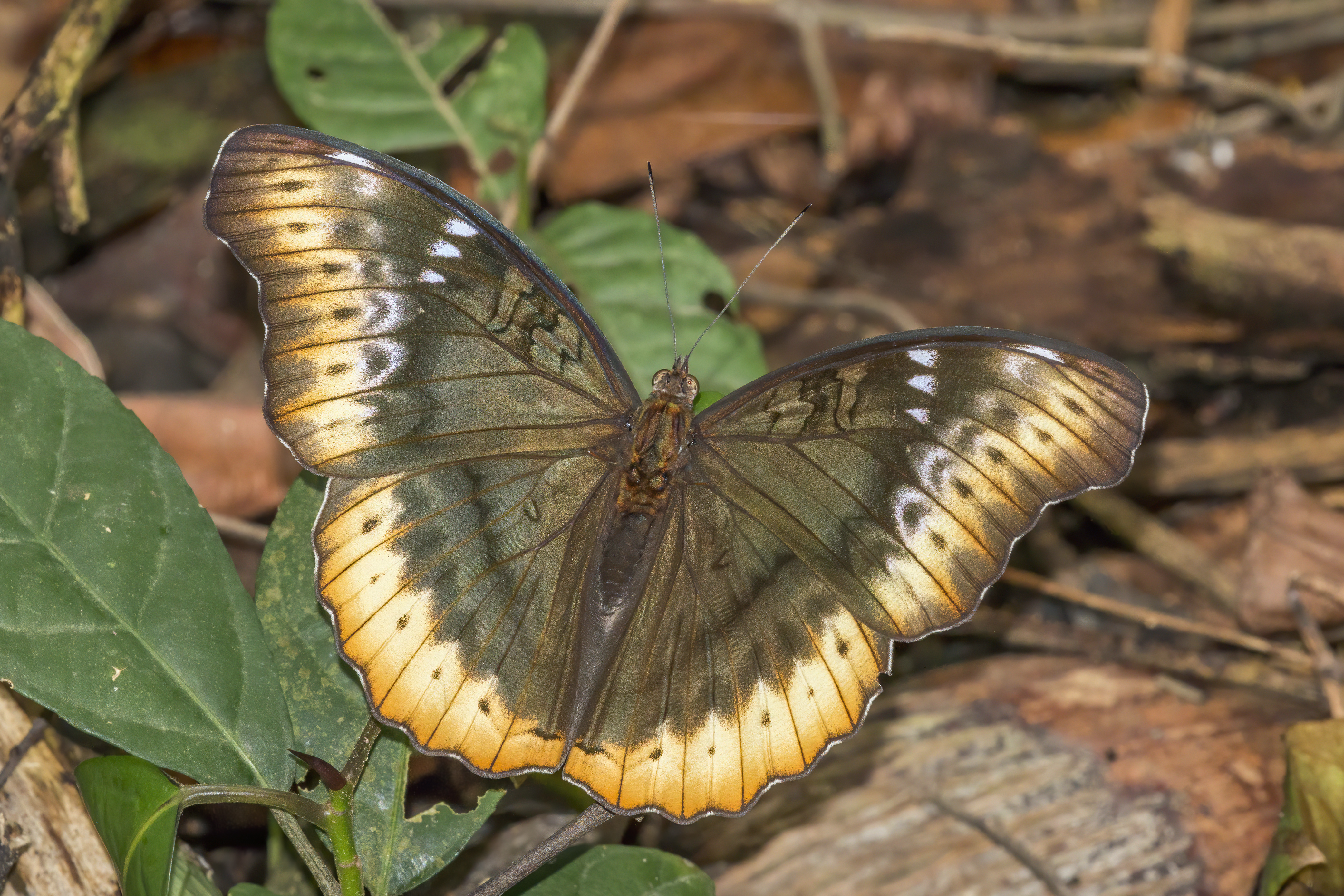
Femelle de Cymothoe fumana fumana, dans le parc national de Kakum, au Ghana.

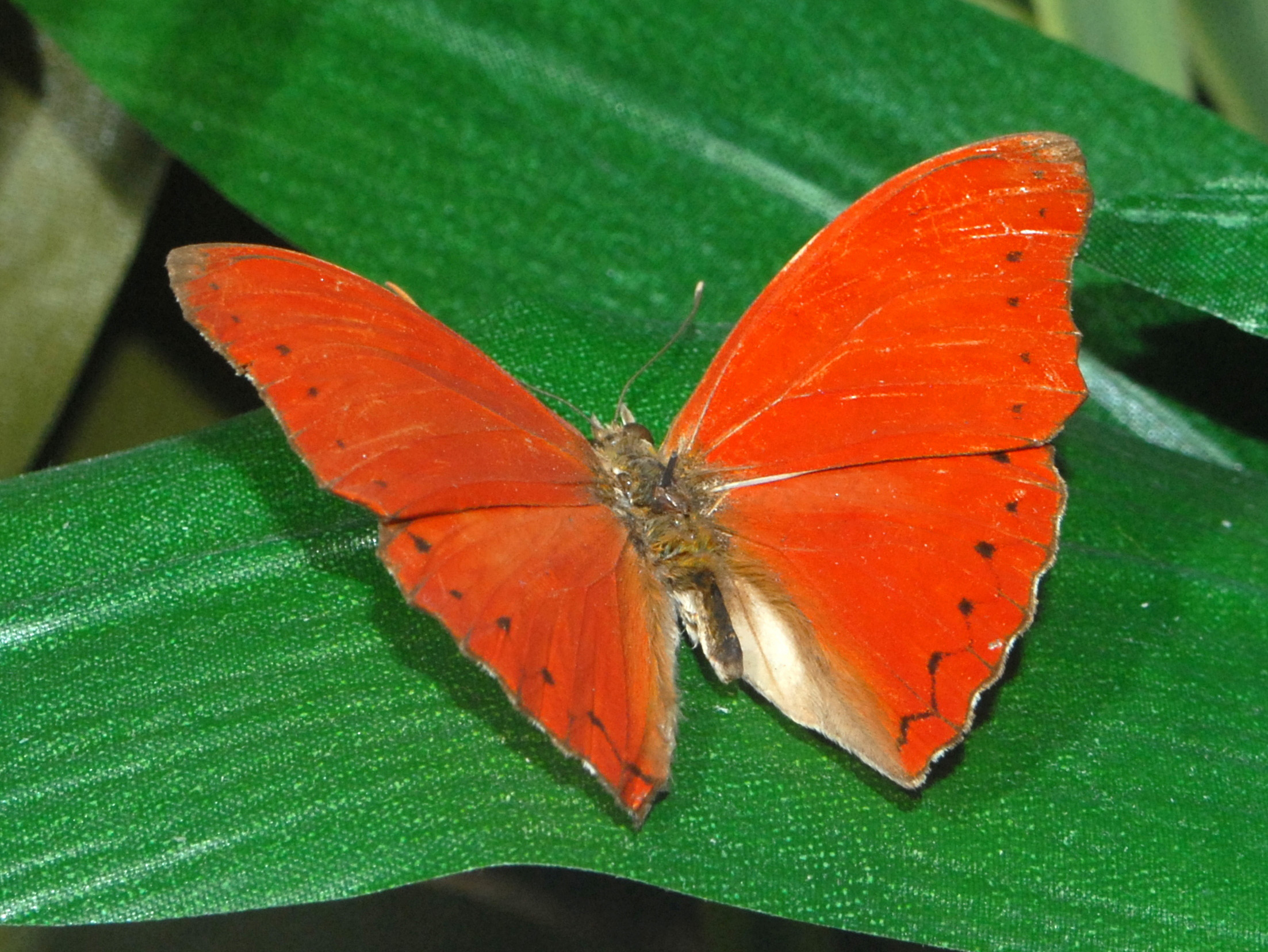
Cymothoe aramis

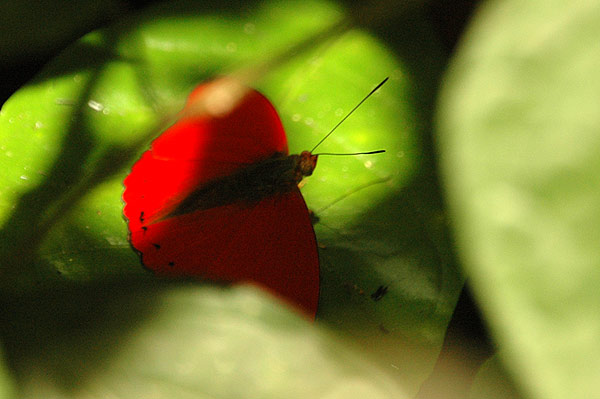
Cymothoe hobarti

Cymothoe sangaris

Liste alphabétique par groupe :
- Le groupe de l'oemilius

Cymothoe oemilius (Doumet, 1859)
- Le groupe de lhyarbita

Cymothoe hyarbita (Hewitson, [1866])
Cymothoe reinholdi (Plötz, 1880)
- Le groupe du lucasi

Cymothoe lucasii (Doumet, 1859)
Cymothoe megaesta Staudinger, 1889
Cymothoe owassae Schultze, 1916
- Groupe non déterminé

Cymothoe orphnina Karsch, 1894
- Le groupe du lurida

Cymothoe colmanti Aurivillius, 1898
Cymothoe hypatha (Hewitson, 1866)
Cymothoe lurida (Butler, 1871)
- Groupe non déterminé

Cymothoe cyclades (Ward, 1871)
Cymothoe fontainei Overlaet, 1952
Cymothoe heliada (Hewitson, 1874)
Cymothoe herminia Grose-Smith, 1887
Cymothoe hesiodina Schultze, 1908
Cymothoe hesiodotus Staudinger, 1889
Cymothoe howarthi Rydon, 1981
Cymothoe isiro Rydon, 1981
Cymothoe ochreata Grose-Smith, 1890
Cymothoe sassiana Schouteden, 1912
Cymothoe weymeri Suffert, 1904
- Le groupe du fumana

Cymothoe fumana (Westwood, 1850)
Cymothoe haynae Dewitz, 1886
- Groupe non déterminé

Cymothoe althea (Cramer, [1776])
Cymothoe amenides (Hewitson, 1874)
Cymothoe capella (Ward, 1871)
Cymothoe caprina Aurivillius, 1897
Cymothoe consanguis Aurivillius, 1896
Cymothoe coranus (Grose-Smith, 1889)
Cymothoe eris Aurivillius, 1896
- Le groupe du caenis

Cymothoe alcimeda (Godart, [1824])
Cymothoe alticola Libert & Collins, 1997
Cymothoe caenis (Drury, [1773])
Cymothoe jodutta (Westwood, 1850)
Cymothoe teita van Someren, 1939
- Groupe non déterminé

Cymothoe adela Staudinger, 1889
Cymothoe altisidora (Hewitson, 1869)
Cymothoe amaniensis Rydon, 1980
Cymothoe angulifascia Aurivillius, 1897
Cymothoe aubergeri Plantrou, 1977
Cymothoe aurivillii Staudinger, 1899
Cymothoe beckeri (Herrich-Schäffer, [1853])
Cymothoe collarti Overlaet, 1942
Cymothoe collinsi Rydon, 1980
Cymothoe cottrelli Rydon, 1980
Cymothoe dujardini Viette, 1971
Cymothoe indamora Hewitson, 1866
Cymothoe lambertoni Oberthür, 1923
Cymothoe magambae Rydon, 1980
Cymothoe melanjae Bethune-Baker, 1926
Cymothoe vumbui Bethune-Baker, 1926
Cymothoe zenkeri Richelmann, 1913
Cymothoe zombana Bethune-Baker, 1926
- Le groupe du sangaris

Cymothoe anitorgis (Hewitson, 1874)
Cymothoe aramis (Hewitson, 1865) 
Cymothoe coccinata (Hewitson, 1874)
Cymothoe euthalioides Kirby, 1889
Cymothoe harmilla (Hewitson, 1874)
Cymothoe hobarti Butler, 1900
Cymothoe magnus Joicey & Talbot, 1928
Cymothoe ogova (Plötz, 1880)
Cymothoe sangaris (Godart, 1824)
- Groupe non déterminé

Cymothoe arcuata Overlaet, 1945
Cymothoe crocea Schultze, 1917
Cymothoe distincta Overlaet, 1944
Cymothoe excelsa Neustetter, 1912
Cymothoe haimodia (Grose-Smith, 1887)
Cymothoe hartigi Belcastro, 1990
Cymothoe mabillei Overlaet, 1944
Cymothoe meridionalis Overlaet, 1944
Cymothoe preussi Staudinger, 1889
Cymothoe radialis Gaede, 1916
Cymothoe rebeli Neustetter, 1912
Cymothoe reginaeelisabethae Holland, 1920